# Mikołaj Michał Łuszczyk
Mikołaj Michał Łuszczyk herbu Łukocz – podczaszy mścisławski w latach 1670-1674.
Był elektorem Jana III Sobieskiego z województwa połockiego w 1674 roku.